# Țapoc, Fălești
Țapoc (Țăpeni) este un sat situat în vestul Republicii Moldova, în Raionul Fălești. Aparține administrativ de comuna Natalievca. Satul se află la distanța de 25 km de Fălești, 7 km de Bălți și 127 km de Chișinău. 

## Istorie
Pe teritoriul satul a existat o așezare datată cu anul 1700 î.e.n. Obiectele colectate pe locul vetrei datează din epoca bronzului (sec. XIV-XII î. Hr.) Este vorba de grămezi de cenușă și diferite obiecte, mai ales vase de lut, caracteristice pentru epoca menționată. Aici s-au păstrat și 4 movile funerare, mărturie materială că pe aceste meleaguri au staționat, în câteva rânduri cete de nomazi.
Satul actual a fost atestat documentar pentru prima dată în 1900.
Dicționarul statistic al Basarabiei din 1923 înregistrează 45 clădiri, 114 bărbați, 112 femei, poștă rurală, primărie.
În anul 1928 au fost numărați 178 locuitori.
Din punct de vedere administrativ satul Țăpeni era inclus în comuna Pravila-de-Sus, județul de Bălți, se afla în jurisdicția Judecătoriei de Ocol și Tribunalului din Bălți.
La recensământul din 1930 au fost înscriși 293 locuitori, inclusiv români - 23 persoane, ucraineni - 253 persoane și polonezi - 8 persoane. După limba maternă, populația satului constituia: limba română - 33 persoane și limba ucraineană - 260 persoane.
Între anii 1942-1944 făcea parte din comuna Pravila de Sus, plasa Bălți, județul Bălți.
În anul 1941 în Țăpeni au fost înregistrate 98 și 370 oameni.
În perioada sovietică locuitorii erau angajați în colhozul „Șevcenko” cu sediul în satul Nataliev. În Țapoc funcționau un club și un punct de felceri și moașe. Copii din sat frecventau școlile din orașul Bălți.
Recensământul din anul 1989 a numărat 162 oameni, inclusiv: moldoveni/români - 14 locuitori, ucraineni - 141 locuitori, ruși - 6 locuitori și un bulgar.

## Populație
Moldoveni/români (24,5%)
     Ucraineni (71,4%)
     Ruși (4,1%)
La recensământul populație din 2004 au fost înregistrați 147 locuitori, inclusiv 75 bărbați (51,02%) și 72 femei (48,98%). Componența etnică a satului este următoarea: ucraineni - 105 persoane, moldoveni - 36 persoane și 6 ruși.